# Distretto di Pulandian
Il distretto di Pulandian (普兰店区S, Pǔlándiàn QūP) è un distretto della Cina, situato nella provincia di Liaoning e amministrato dalla prefettura di Dalian.